# Бире ла Кот
Бире ла Кот (фр. Burey-la-Côte) насеље је и општина у североисточној Француској у региону Лорена, у департману Меза која припада префектури Комерси.
По подацима из 2011. године у општини је живело 84 становника, а густина насељености је износила 19,58 становника/km². Општина се простире на површини од 4,29 km². Налази се на средњој надморској висини од 294 метара (максималној 383 m, а минималној 261 m).

## Демографија
| 1962. | 1968. | 1975. | 1982. | 1990. | 1999. | 2011. |
| ----- | ----- | ----- | ----- | ----- | ----- | ----- |
| 66    | 74    | 70    | 57    | 52    | 73    | 84    |

График промене броја становника у току последњих година